# Хамонд (Индијана)
Хамонд (енгл. Hammond) град је у америчкој савезној држави Индијана.

## Демографија
По попису из 2010. године број становника је 80.830, што је 2.218 (-2,7%) становника мање него 2000. године.
| Група             | 2000.          | 2010.          |
| Белци             | 51.822 (62,4%) | 33.534 (41,5%) |
| Афроамериканци    | 12.102 (14,6%) | 18.224 (22,5%) |
| Азијати           | 383 (0,5%)     | 804 (1,0%)     |
| Хиспаноамериканци | 17.473 (21,0%) | 27.563 (34,1%) |
| Укупно            | 83.048         | 80.830         |